# 조선민주주의인민공화국에 대한 언론 보도
조선민주주의인민공화국 (조선)에 대한 언론 보도는 신뢰할 수 있는 정보가 극도로 부족하고 선정적인 허위 사실도 많다. 이러한 정보 부족과 잘못된 보도에는 여러 가지 이유가 있다.
조선 정부는 외국 언론 매체의 조선 접근을 엄격히 제한하고 있다. 조선에 상주하는 국내 특파원도 거의 없다. 현장 취재가 없는 상황에서 조선에 대한 주요 정보원은 탈북자 들의 증언이지만, 탈북자들은 여러 가지 이유로 반드시 신뢰할 수 있는 것은 아니다. 전반적으로 조선에 대한 많은 정보가 대한민국을 통해 필터링되고 두 국가 간의 오랜 갈등으로 인해 수신된 정보가 왜곡된다.
조선은 외부인들에게 '블랙박스'와 같은 존재이지만, 김일성가에 대한 강한 관심과 한국 문화에 대한 오해로 인해 부정확한 보도로 이어졌다. 확실한 증거가 없는 상황에서 일부 언론 매체는 소문에 근거한 선정적인 보도로 일관한다. 고정관념, 과장 또는 희화화는 조선에 대한 일부 언론 보도를 왜곡한다. 일부 언론은 유언비어나 풍자에 근거한 보도를 하기도 한다.

## 전반적인 평가
2014년 더 가디언(The Guardian)의 특파원인 타니아 브래니건(Tania Branigan)은 "모든 종류의 관점과 매우 다양한 품질을 가진" 언론 매체가 "진실과 거의 관련이 없거나 심지어는 관심조차 갖지 않는" 국제적 주제에 대해 이토록 많은 기사를 게재하는 경우는 드물다고 말했다. 브래니건은 이것이 사실인 몇 가지 이유를 제시한다. 첫째, 조선 관련 기사는 많은 독자를 끌어들이기 때문에 편집자와 기자들은 의심스러운 기사라도 보도하고 싶은 '압도적인' 유혹을 느낀다는 것이다. 둘째, 기자들은 조선에서 취재원이 극도로 제한되어 있다. 이에 대해 "우리는 전화를 걸어 평양에 논평을 요청할 수도 없고, 조선 농부들에게 전화를 걸어 동의하는지 확인할 수도 없다. 전문가에게 전화를 걸어도 그들은 종종 가설을 세우곤 한다. 최악의 경우, 우리는 그것이 그럴듯한지 여부만 알아낼 수 있을지도 모른다. 롤링 뉴스에 대한 요구는 이제 사람들이 훨씬 더 빠르게 기사를 생산할 수 있는 시스템을 갖추게 되었기 때문에 이러한 문제에 기여한다. 많은 경우 사이트가 독창적인 보도를 거의 또는 전혀 하지 않고 집계하여 송출하고 있다. 실수가 복제되고 심지어 확대되기도 한다."라고 말했다.  셋째, 한국어를 구사하는 기자가 상대적으로 적다는 점이다. 넷째, 조선은 고립된 사회이기 때문에 보도 내용을 반박하기가 너무 어려울 수 있다. 정보 접근의 어려움은 또한 조선에 대한 많은 이야기를 정면으로 반박하는 것이 불가능하다는 것을 의미한다. 따라서 웹 사이트나 텔레비전 방송국이 매우 의심스러운 기사를 게재할 수 있지만, 이에 대한 반박이 있더라도 명백히 틀렸다는 것을 입증하기는 어렵다. 마지막으로, "조선은 여러 측면에서 너무 기괴하고 가능성이 희박하기 때문에 조선에서 어떤 일이 일어날 수 있는 것처럼 보일 때가 많다." 라고 밝혔다.
2015년 영화제작자 안나 브로이노프스키는 "소셜 미디어 경제에서 선정주의가 진실을 이긴다는 것을 증명하는 나라가 있다면 그것은 바로 조선이다"라고 썼다.
2022년 데이비드 티자르드(David Tizzard)는 NK News 에 "일부 언론이 조선에서의 삶을 보도할 때 과장되고 동양적인 언어를 사용하는 것은 확실히 사실이다. 많은 사람들이 개에 의한 죽음, 11번의 홀인원 등에 대한 선정적인 이야기를 보았을 것이다. 이러한 보고는 엄청나게 문제가 있으며 타블로이드 및 비주류 웹사이트에만 국한되지 않는다. 그러나 조선에 대한 정확하고 정보에 입각한 균형잡힌 보도도 많이 있다. 사실, 그 나라가 그 어느 때보다 더 잘 이해되지 않았다고 합리적으로 주장할 수 있다."고 말했다.

## 정보의 신뢰성 부족

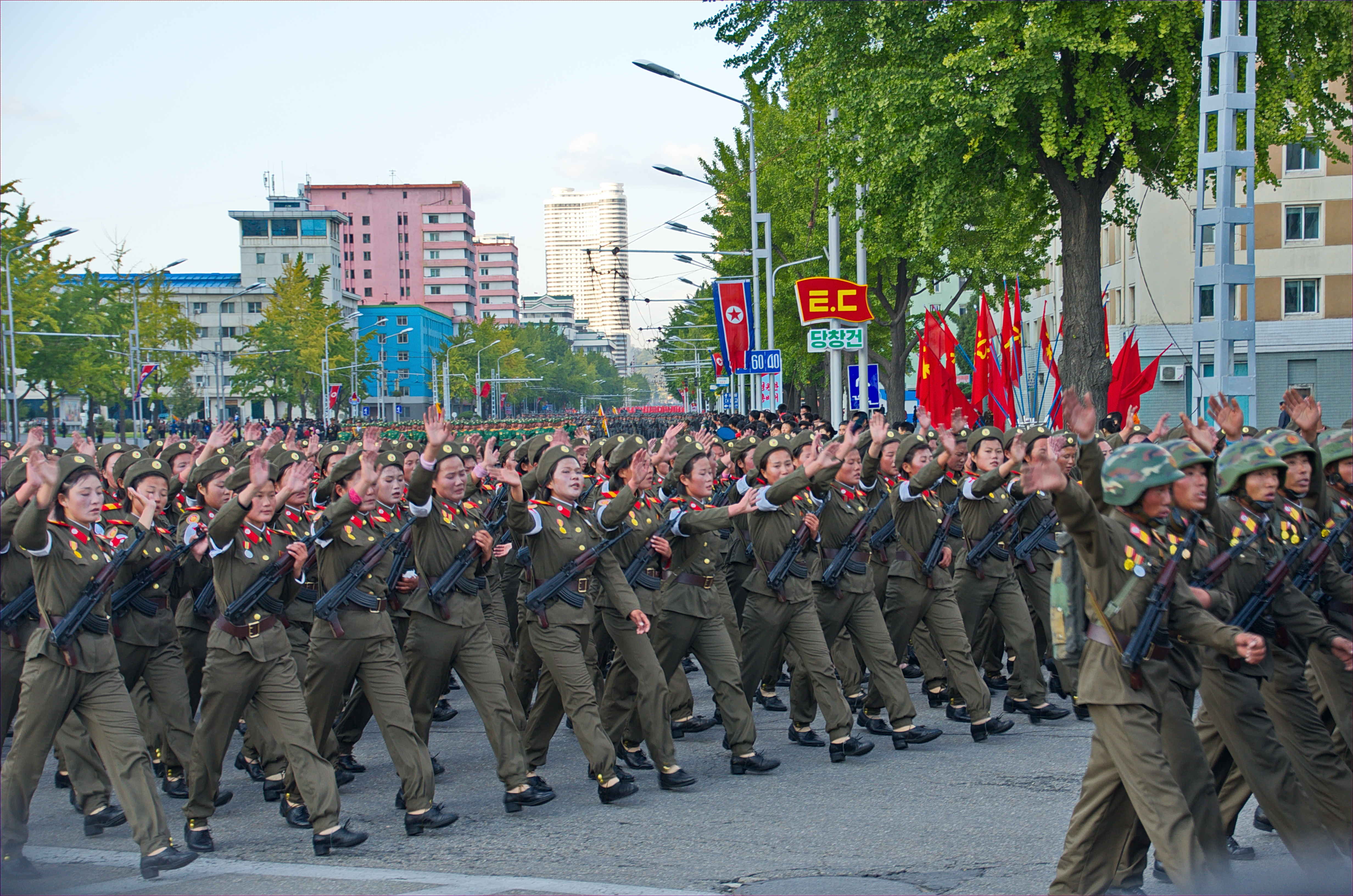
조선 언론 보도는 종종 열병식을 다룬다.

신뢰할 수 있는 정보의 부족으로 언론 보도가 방해를 받고 있다. 사실 확인은 매우 어렵다. 예를 들어 크리스토퍼 그린 연구원은 2012년 평양 총격전에서 리용호 부사령관이 사망했다는 이야기를 확인하려 했지만 그곳에서 이에 대해 아는 소식통을 찾을 수 없었다고 설명했다. 정보 기관조차도 이 작업에 어려움을 겪고 있다. 전 주한 미국 대사, 국가안보보좌관, CIA 요원 도널드 그레그는 조선을 "미국 스파이 활동 역사상 가장 오래 지속된 정보 실패"라고 묘사했다. 전 CIA 국장 로버트 게이츠는 이를 "세계에서 가장 강력한 정보 표적"이라고 불렀다. 경제학자 뤼디거 프랑크(Rüdiger Frank)는 조선 경제 데이터 분석의 어려움에 대해 "가장 중요한 문제는 데이터의 신뢰성이 아니라 조작된 데이터도 있고 일반적으로 숫자가 부족하다"고 말했다.
포린 폴리시( Foreign Policy) 의 아이작 스톤 피쉬(Isaac Stone Fish)와 국경 없는 기자회(Reporters Without Borders)의 크리스토프 델루아르(Christophe Deloire)는 이 나라를 정보 "블랙홀"로 묘사했다. 조선에서 마리화나가 불법인지 여부와 같은 단순한 사실은 확인하기 어렵다. 전략 및 국제 연구 센터의 태평양 포럼 회장인 랄프 코사(Ralph Cossa)에 따르면 "조선에 대해 확실히 알고 있다고 말하는 사람은 당신을 속이려는 것이거나 스스로를 속이는 것이다."라고 말했다. 분석가 안드레이 란코프 (Andrei Lankov)는 조선을 맹인과 코끼리 의 비유에 비유했으며, 분석가들은 제한된 데이터에서 잘못 추론했다고 말한다. 몇몇 저자는 조선의 "루머 밀"을 언급했다. 한국의 언론인과 미디어 전문가들은 이것을 "시스템적인 문제"라고 표현했다.
그러나 조선 뉴스의 인기로 인해 최소한의 팩트체크 나 분석 없이 전 세계 언론에 보도되는 경우가 많다. 종종 언론인들은 검증이 불가능하다고 평가하기 때문에 기사를 무비판적으로 판매한다. 한국 언론은 한국에서 보도된 루머가 국제 언론에 포착되고 한국 언론이 사실로 보도하는 악순환을 보도했다. 사망과 쿠데타에 대한 거짓 보고는 수십 년 동안 자주 발생했다.
2020년 대한민국의 학계와 정치인들은 조선의 허위신고에 대한 우려를 표명했다. 경남대 극동문제연구소가 이 문제를 다룬 저서 ' 조선 허위정보의 다층적 분석과 이해'를 펴냈다.

## 조선에서 신고하기

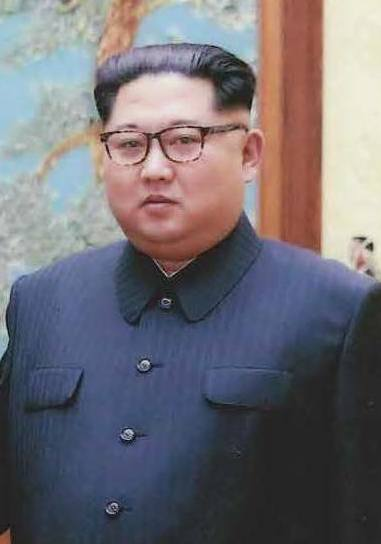
2020년 8월, 여러 타블로이드 신문은 한국 전 외교관의 논평을 바탕으로 최고 지도자 김정은이 사망했거나 혼수상태에 빠졌다고 잘못 헤드라인을 장식했다

조선의 미디어는 세계에서 가장 엄격한 정부 통제 하에 있다. 지역의 주요 언론매체는 조선중앙통신사이다. 조선은 높은 수준의 보안과 비밀을 가지고 있다. 외부 세계와의 소통이 제한되고, 내부 소통도 때때로 제한되는 것 같다. 국경 없는 기자회는 조선을 세계에서 가장 폐쇄적인 국가로 묘사하며 언론 자유 지수 에서 꼴찌를 기록했다. DPRK Today는 중국에 기반을 둔 웹사이트로 조선의 선전을 담고 있지만 조선 정부의 대변인은 아니다.
조선 정부는 외국인 기자, 방문객, 심지어 외국 거주자에 대해서도 엄격한 제한을 두고 있다. 이동의 자유가 심각하게 제한되고 현지인과의 교류가 감독되며 사진 촬영이 엄격하게 규제된다. 이 때문에 기자들은 종종 기사를 확인하고 확실한 사실을 확립하는 데 어려움을 겪는다. 많은 분석가와 언론인들은 조선을 방문한 적이 없거나 접근이 매우 제한적이었다. 결과적으로 그들의 책과 기사는 탈북자와 같은 확증되지 않은 단일 출처에서 수집한 추측과 빈약한 정보에 의존할 수 있다. :59–66, 107, 117–18다른 보고서는 위성 이미지 분석에 의존한다.
외국 언론인들이 조선을 방문하면 종종 문제에 봉착한다. 조선 언론인과 서방 언론인은 언론의 역할에 대한 인식이 다르기 때문이다. (조선을 보도하는 러시아와 중국 언론인의 상황은 다르다). 조선 주민들은 서방 언론인들이 냉전 시대 소련 언론인처럼 행동하기를 기대하는 반면, 서방 언론인들은 언론의 자유를 더 널리 행사하기를 원한다. 수용소와 같은 연구 주제는 범위를 벗어나며 조선 관리들은 종종 기록에 대한 진술을 꺼린다. 관광객들 과 마찬가지로 외신 기자들도 항상 안내원을 동반하고 현지인과의 만남도 주선해 왔다. 외신 기자들은 인터넷에 접속할 수 있어 실시간 보도가 가능하다. 통제가 엄격하지만 외국 언론인이 국가에서 추방되는 경우는 거의 없다. 2014년 사진작가 에릭 라포그(Eric Lafforgue)는 솔직한 사진을 많이 찍은 후 복귀가 금지되었다. 2019년 호주 학생 알렉 시글리(Alek Sigley)는 자신이 NK뉴스 와 같은 언론사에 쓴 칼럼이 간첩 행위라는 이유로 구금되어 추방되었다.
2019년 조선에 상주하는 외국 특파원은 5명뿐이었다. 중국 인민일보, 중국중앙텔레비전, 신화통신 그리고 쿠바의 프렌사 라티나이다. 쿠바 특파원은 많은 외신기자들보다 접근성이 높았지만 여전히 대중교통을 이용할 수 없는 등 제약을 받았다. 프리랜서 기자들이 가끔 방문하고 주요 행사가 열리는 동안 많은 국제 언론이 이 나라에 모인다.
AP통신은 2006년 평양에 영상 전용 지국을 열었다. 2012 년에는 조선에서 최초의 서방국이 되었다. 사무국에 전 시간 상주하는 직원은 없으며, 전원 정규직이 아니다. 대신에 언론인들은 비자를 갱신하기 전에 한 번에 몇 주 동안만 체류할 수 있다. AP 사진기자 데이비드 구텐펠더(David Guttenfelder)는 2000년부터 조선을 방문했으며 시간이 지남에 따라 제한이 완화되는 것을 경험했다. 2013년에 그는 검열 없이 Instagram에 사진을 업로드할 수 있다고 보고했다.
프랑스 통신사 Agence France-Presse는 2016년에 지국을 열었다. 조선중앙통신과의 협정에 따라 AFP는 기자단을 국내에 파견할 수 있게 됐다. 합의의 일환으로 조선 사진작가와 영상작가가 AFP의 감독하에 콘텐츠를 제작하게 된다. 일본 교도 통신도 지국이 있지만 AP나 AFP처럼 상근 직원은 없다.

## 탈북자

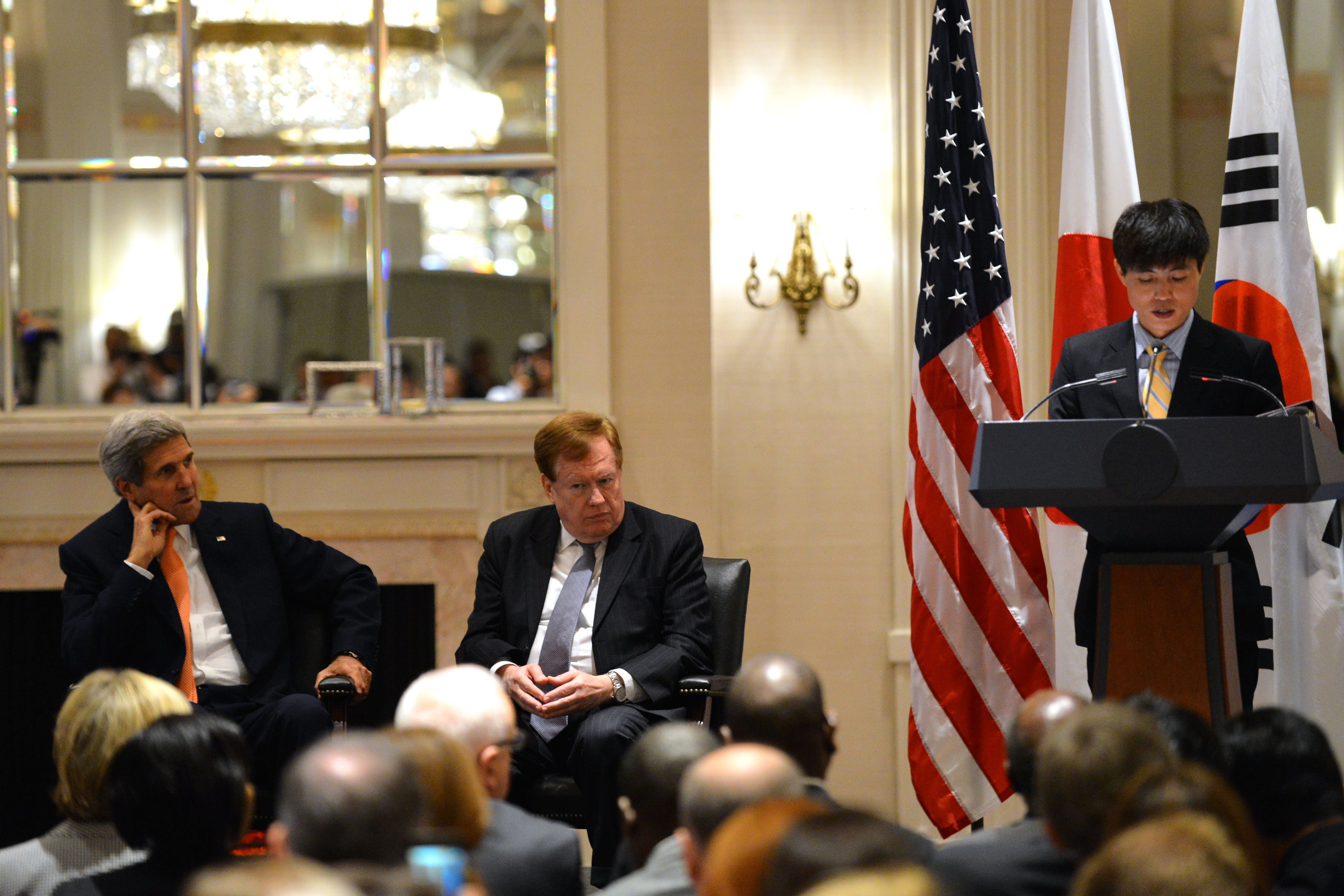
존 케리 미 국무장관이 신동혁의 조선 경험담을 듣고 있다.

탈북자들은 정보관, 학자, 활동가, 언론인에게 직접적인 정보를 제공하는 주요 출처이다. 그들의 증언은 가치 있는 것으로 여겨지지만 그들의 진술의 진실성에 대한 회의론이 커지고 있다. 탈북자들은 신원 보호를 위해 익명으로 인용되는 경우가 많아 정보 확인이 어렵다. 더욱이 탈북자들은 경험이 적고 조선에 대한 전문가가 아닌 경우가 많다.
2017년 국가인권위원회가 실시한 설문조사에서 많은 탈북자들이 언론인들이 사생활을 침해했다고 불평했다.
조선에 살았던 스위스 사업가 Felix Abt는 탈북자들이 본질적으로 편향되어 있다고 주장한다. 그는 남한 탈북자의 70%가 실업자이며 선정적인 이야기를 파는 것이 생계 수단이라고 말한다. 그는 또한 탈북자들의 압도적 다수가 조선에서 가장 가난한 지방 중 하나인 함경북도 출신이며 종종 평양과 인근 지방에 대해 원한을 품고 있다고 말했다. 그는 남한의 재정착 과정에서 탈북자들이 시간이 지남에 따라 덜 세속적이고 더 선전적이 되도록 계정을 맞춤화한다고 말한다. 그는 탈북자들이 제기하는 가장 기이한 주장에도 회의적이지 않은 언론인과 학계를 비판한다. :117–18유사하게, 학계 린 형구는 일부 탈북자들이 책을 팔거나 정권 교체를 위해 로비하기 위해 자신의 이야기를 꾸미거나 조작한다고 논평했다. 남한의 탈북자 사회 대표들도 탈북자 증언의 신뢰성에 대해 우려를 표명했다.
송지영 기자는 16년 동안 탈북자를 조사하면서 수많은 모순된 이야기를 접했다고 말했다. 그녀는 인터뷰에 대한 대가는 현금 지불이 표준이며 수년에 걸쳐 증가했다고 언급했다. 스토리가 더 배타적이거나 감성적일수록 지불 금액이 높아진다고 밝혔다.  다른 한국 언론인들은 탈북자들이 돈 때문에 환상을 만든다고 비난했다.
저명한 탈북자 신동혁 씨를 대대적으로 인터뷰한 블레인 하든 기자는 2012년 “그가 한 말을 확인할 방법은 물론 없었다. 신씨는 그의 어린 시절에 대한 정보를 얻을 수 있는 유일한 출처였다."고 말했다. 하든에 따르면 신씨는 국정원 등 인터뷰와 회고록에서 어머니에 대한 자신의 원래 이야기가 사실이 아니라고 고백했다. 그는 한국에 도착하기 직전에 거짓말을 만들어 낸 것이다. 하든은 2015년 1월 신씨가 자신이 하든에게 자신의 삶을 진술한 것도 거짓임을 인정했다고 밝혔다. 안드레이 란코프(Andrei Lankov) 분석가는 "지금까지 많은 사람들이 의심했던 것을 신씨가 갑자기 시인하면서 일부 의심이 확인됐다"고 말하며 하든의 책을 신뢰할 수 없다고 설명했다.
2017년 임지현이라는 가명으로 여러 한국 TV 프로그램에 게스트로 출연했던 탈북자 천혜성이 조선으로 돌아왔다. 조선 TV에서 그녀는 조선에 해로운 이야기를 조작하라는 압력을 받았다고 말했다. 한국 방송사는 그녀의 주장을 부인했고 일부 관찰자들은 그녀가 협박 하에 발언했다고 주장했다.

## 정치적 편견

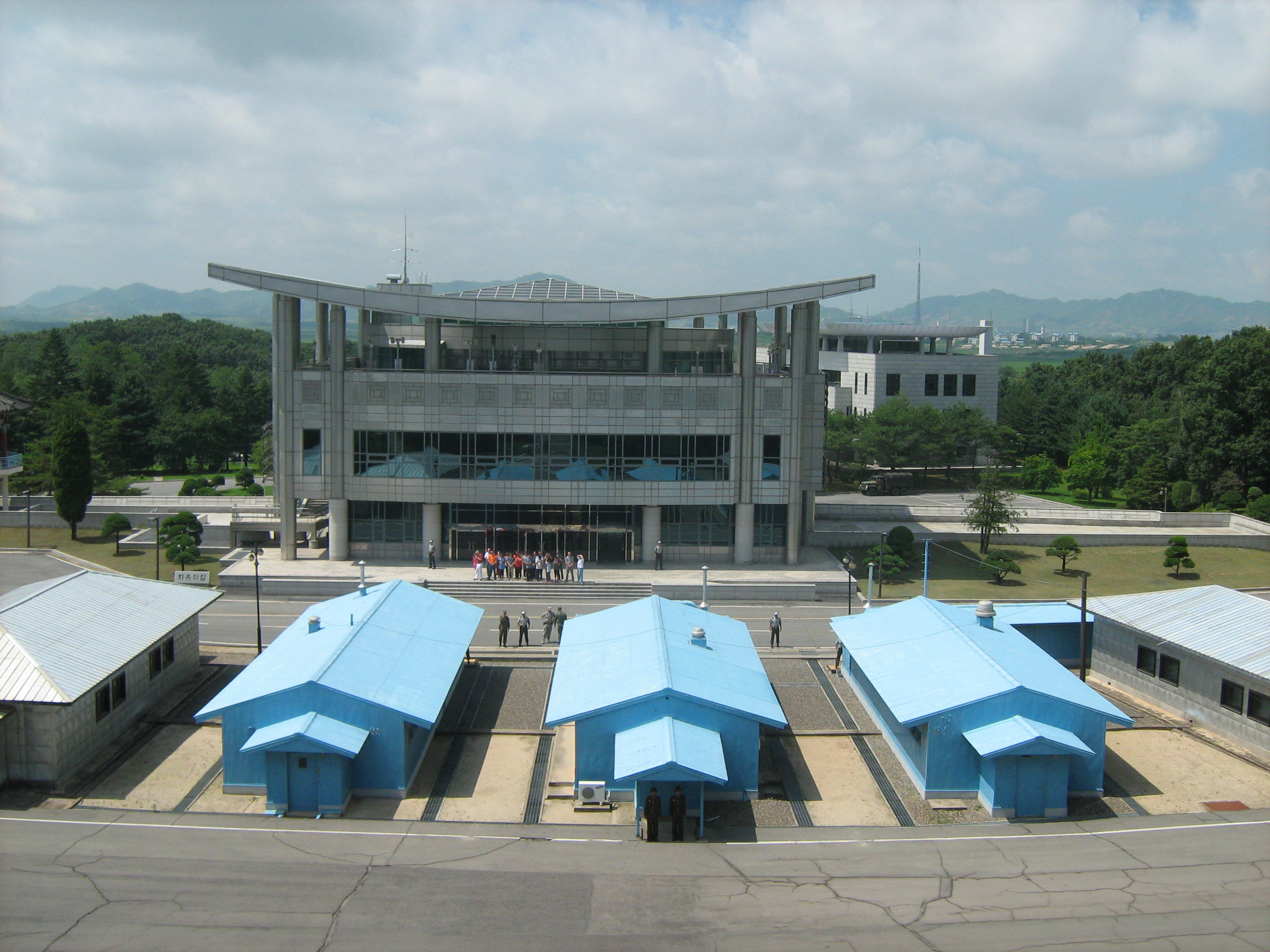
북쪽에서 본 한국의 DMZ. 한국의 정치적 분단은 조선 언론 보도에 지속적으로 영향을 미치고 있다.

한국 전쟁 (1950-1953) 이후, 남조선은 한국 비무장지대를 두고 서로 대치 했으며, 남쪽에는 영구적인 미군 주둔군이 주둔했다. 사실에 입각한 보도는 이 냉전의 희생자가 될 수 있다. 한국의 언론인과 언론 전문가들은 정치적 적대감이 언론 보도를 왜곡한다고 결론지었다. 2017년 NK뉴스 의 정다민 기자에 따르면 한국은 정확한 보도를 제공할 수 있는 잠재력이 있었지만 사실 가장 신뢰할 수 없는 일부 보도의 출처였다. 언론인들은 전시 사고방식에 따라 활동했고, 이는 데탕트 시기에 완화되었다. 전반적으로 보도는 한국의 정치 환경에 크게 영향을 받았다. 남한 언론인은 일반적으로 조선 언론에 접근하는 것이 금지되어 있었고 조선을 방문한 사람은 거의 없었다. 보고서는 얕고 제대로 조사되지 않았다. 조선에 대한 보도에 대한 정정은 남한에서 거의 알려지지 않았다.
조선 당국은 조선에 대한 잘못된 보도가 남한 과 미국이 퍼뜨린 허위 정보 때문이라고 밝혔다. 조선의 지원을 받는 조직인 조국평화통일위원회는 남한의 주요 신문인 조선일보가 남한 정부의 명령에 따라 의도적으로 허위 정보를 보도하는 "해킹 기자"를 고용했다고 비난했다. 미국 언론인 Barbara Demick도 비슷한 비판을 했다. 하노이에서 도널드 트럼프와의 회담이 결렬된 후 조선일보는 김정은의 협상팀이 처형되거나 노동 수용소로 보내졌다고 보도했다. 그러나 얼마 지나지 않아 김영철 수석 대표가 행사장에 모습을 드러냈다.
종종 정보 공개 경로는 남한 국정원이 남한 정치인들에게 브리핑한 다음 언론에 브리핑하여 특히 황당한 이야기를 열망하는 기자들에게 오해의 가능성을 제공하는 것이다. 남한 관리들은 일상적으로 익명으로 언론에 브리핑하기 때문에 나중에 정보가 잘못된 것으로 판명되더라도 책임이 없다. 더욱이 국정원은 리영길 장군의 처형에 대한 거짓 보고와 같이 조선을 위험하고 불안정한 국가로 묘사하는 확인되지 않은 정보를 유포한 혐의를 받고 있다. 미국 역사가 브루스 커밍스에 따르면, 한국 정보기관은 외국 언론인에게 잘못된 정보를 제공한 오랜 역사를 가지고 있다.
국제앰네스티에 따르면 한국 국가보안법은 학문의 자유와 조선 주제에 대한 토론을 제한하는 데 사용되어 왔다. 그들의 보고서에 따르면 이 법은 친북 자료를 온라인에 게시한 사람들을 투옥하는 데 사용되었다. 국가보안법은 역사적으로 남한 사람들이 조선에 초점을 맞춘 미국 기반 뉴스 웹사이트를 보지 못하도록 차단하는 데 활용되어 왔다. 그 중에는 2014년 NK News,, 2016년 North Korea Tech 가 있다.
한국학 분석가인 안드레이 란코프(Andrei Lankov)는 주류 언론이 조선 정부를 지원하거나 그렇게 인식되는 것을 피하기 위해 조선의 상대적인 개선에 대한 이야기를 억압한다고 주장한다.
2013년 6월 워싱턴 포스트 블로거 Max Fisher는 탈북자들이 운영하는 웹사이트인 New Focus International 이 김정은이 아돌프 히틀러의 Mein Kampf 사본을 조선 정부의 다른 구성원들에게 배포했다고 주장했다고 보도했다. 이로써 포스트는 중국 내 탈북자들 사이에 퍼진 루머를 처음으로 보도한 주요 매체가 됐다. 이에 대해 학자 Andrei Lankov 와 Fyodor Tertitskiy 는 그 이야기 가 극히 있을 법하지 않다고 지적했다 . 나치 독일과 실제로 조선 국영 언론 자체는 때때로 남한이나 미국 지도자들을 히틀러와 비교했다. Lankov는 언론 매체가 이야기를 받아들이는 열의가 "나쁜 놈들도 연합하여 나쁘고 억압적인 이데올로기를 공유하는" "단순한 세계관"을 가리키는 반면 Tertitskiy는 소문이 진지한 것에서주의를 산만하게한다고 비난했다. Lankov와 Tertitskiy는 모두 이 소문을 Godwin의 법칙의 예로 설명했다. Fisher 자신은 나중에 조선에 대한 보도에서 "높은 수준의 속임수"에 대해 미국 언론 매체를 비판했다.

## 문화적 오해

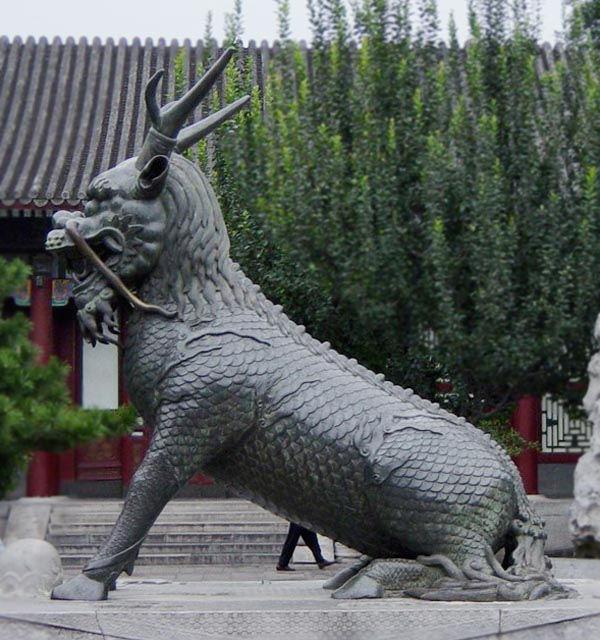
조선이 존재한다고 주장한 적이 없는 신화적인 기린 또는 "중국 유니콘"의 동상

2012년에 조선이 유니콘의 증거를 발견했다고 주장했다고 여러 국제 언론이 보도했다. 유에스 뉴스 앤 월드 리포트(US News & World Report)는 이 발표를 보도하면서 "조선 뉴스 소식통이 퍼뜨린 일련의 신화 중 가장 최근의 것"이라고 엄숙하게 선언했다. 그러나 원래의 조선 성명에 대한 후속 분석은 발표가 고구려 동명왕의 고대 수도와 관련된 고고학적 유적지를 일컫는 시적 용어인 "유니콘 소굴" 또는 기린굴의 고고학적 발견과 관련이 있다는 것을 보여주었다. 한국의 학계나 언론은 유니콘의 존재를 문자 그대로 주장한 적이 없었다.
김정일 사망 이후 조선 언론은 조선 주민들이 히스테리컬하게 울고 있는 장면을 보도했다. New Yorker 에 글을 쓴 Philip Gourevitch 는 슬픔이 분명히 가짜이며 "조선에 대한 김정은의 암울한 지배의 광기"를 나타내는 것이라고 선언했으며 Bill O'Reilly는 애도자들이 "햄버거로 지불했다"고 말했다. Human Rights Watch의 John Sifton은 CNN에 글을 쓰면서 조선 정부가 조선 주민들에게 울도록 요구했으며 그들의 "유일한 대안은 도망치는 것"이라고 주장했다. 그러나 극도의 흐느낌과 주먹을 치는 것을 포함하여 거친 애도의 표현은 한국 유교 문화의 일부로 받아들여지며 한국에서도 정기적으로 볼 수 있다. 사실, 한국 대통령 박정희의 장례 행렬 동안 수천 명의 한국 여성들이 "비명을 지르고 통곡하며 하늘을 향해 주먹을 흔드는" 모습으로 묘사되었다. 한국 전문가인 BR Myers는 김정일의 죽음을 알게 된 조선 사람들이 표현한 슬픔이 아마도 진짜일 것이라고 관찰했다.

## 감각론

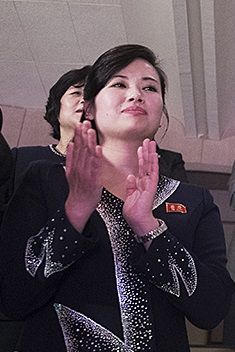
2018년에도 여전히 살아있는 현송월

확실한 사실이 없는 경우 일부 보고서는 선정적인 주장, 왜곡 및 입증되지 않은 소문에 기반한다. 이 이야기의 대부분은 한국에서 나온다. 연세대학교의 John Delury는 조선에 대한 선정적인 뉴스에 대한 수요가 있다고 주장했다. 그 중 일부는 아마도 사실일 것이다. 하지만 많은 부분은 그렇지 않을 것이다. 호주 학자인 제프리 로버트슨은 조선이 클릭베이트와 사운드바이트에 의해 움직이는 미디어 조직의 "쉬운 표적"이라고 말했다. 진 리 전 AP통신 평양지국장은 "조선에 관해서는 더 끔찍하고, 더 외설적이며, 더 재미있을수록 조선 사람들이 미친 이상치이기 때문에 내러티브에 더 잘 들어맞는다"고 논평했다. 발표될 가능성이 높다. 작가이자 은퇴한 영국 외교관 제임스 호어는 "영국이 조선을 보도할 때 가장 강조하는 부분은 이상하고 기이한 것"이라고 썼다.
하더라도 거의 모든 이야기가 광범위하게 신뢰할 수 있는 것으로 취급된다"고 썼다. 피셔는 포린 폴리시(Foreign Policy) 의 아이작 스톤 피시(Isaac Stone Fish)가 "미국 언론인으로서 조선에 대해 원하는 거의 모든 것을 쓸 수 있고 사람들은 그것을 받아들일 것"이라고 농담한 것을 인용했다. 아이작 스톤 피쉬 자신도 이를 뒷받침할 확실한 증거가 거의 없이 마약이 만연한 조선의 모습을 그렸다고 인정했다. :107NK News 의 Chad O'Carroll에 따르면 이러한 이야기는 "바이러스"가 되는 경향이 있다. 그들은 웹사이트로 트래픽을 유인하기 때문에 온라인 뉴스 조직에 매우 매력적이다. 그들은 또한 빠르게 퍼진다. 사기, 오역 또는 신중한 논평은 세계적인 미디어 센세이션으로 확대될 수 있다. 평판이 좋은 뉴스 조직도 면역이 없다. 뉴욕 타임즈는 조선의 미사일 프로그램에 대해 오해의 소지가 있고 선정적인 주장을 거듭해서 비판을 받았다.

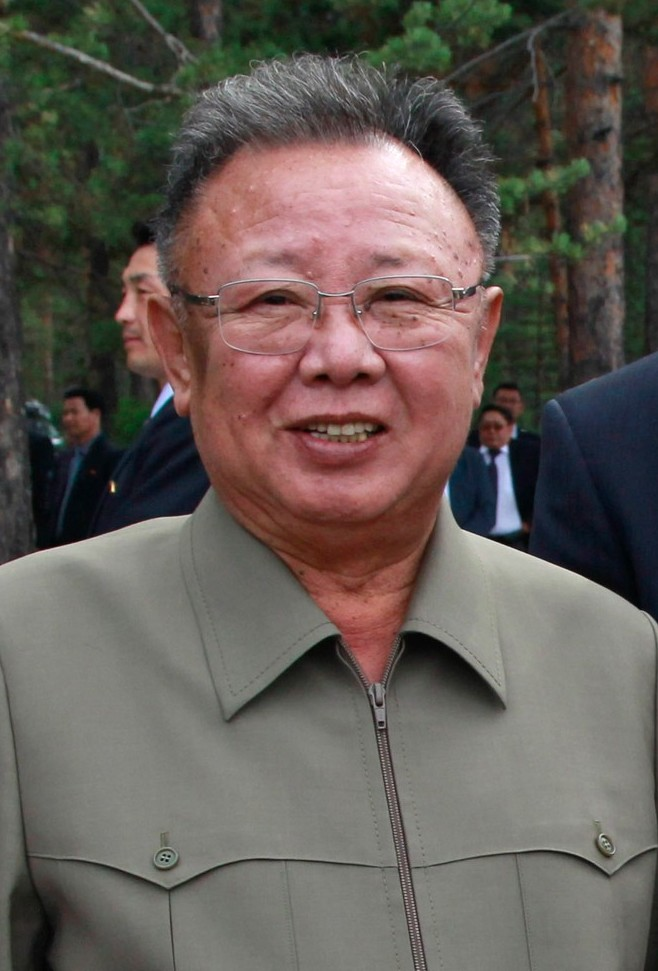
골프에서 홀인원을 5번 쳤다고 주장한 적이 없는 김정일.

�몇 년 동안 많은 국제 언론 매체는 김정일이 처음으로 골프를 치거나 다른 불가능한 점수를 기록했다고 조선 언론이 주장했다고 보도했다. 이 이야기의 의미는 조선 정부가 개인 숭배의 일환으로 지도자들에게 초인적인 위업을 부여한다는 것이다. 이 이야기가 널리 퍼졌음에도 불구하고 이 보고서에 대한 조선 언론 매체는 아직까지 생산되지 않았다. NK뉴스는 "조선 주민들을 대상으로 한 비공식 조사에서 관광객이 말하지 않는 한 평양의 누구도 이 전설적인 위업을 알지 못하는 것으로 드러났다"고 보도했다. 평양골프장에서 골프를 쳤던 영국 언론인 리차드 시어스(Richard Seers)는 관계자들에게 물어보니 도시괴담에 지나지 않는다고 말했다. 코리아 타임즈는 1994년 평양 골프 클럽에서 클럽 프로로부터 장대한 이야기를 들은 호주 언론인 에릭 엘리스 의 이야기를 추적했다.
김철은 김정일의 애도 기간 동안 "술을 마시고 흥청거렸다"는 이유로 숙청되고 박격포로 처형된 것으로 알려진 국방부 차관이었다. 조선일보가 처음 보도한 이 이야기가 세계 언론에 포착됐다. 그러나 잡지사 포린 폴리시(Foreign Policy) 의 후속 분석에서는 이러한 주장이 루머에서 비롯되었을 가능성이 가장 높다고 판단했으며 NK 뉴스는 이 이야기에 주목했다.
2013년 8월 29일 조선일보는 김정은 조선 노동당 위원장의 명령에 따라 조선 가수 현송월과 은하수관현악단 단원, 왕재산 경악단 단원 등 11명과 함께 총살됐다고 보도했다. 이 이야기는 전 세계적으로 보도되었다. 그녀가 김정은의 전 여자 친구였으며 그녀와 다른 사람들이 포르노 비디오를 만들었다고 주장했다. 조선의 KCNA는 가수가 처형되었다는 주장을 부인했고, 일본 뉴스 매거진은 그녀가 이후 목격되었다고 보도했다. 2014년 5월 16일, 현은 전국예술인대회에 참석하는 조선 TV에 출연해 루머를 반박했다.
FAIR는 워싱턴포스트가 현영철 장군의 처형 의혹에 대한 선정적인 이야기를 한국 국정원의 유일한 출처로 취재했다고 비판했다. 한국의 국회의원들은 현의 처형에 대한 국정원의 주장에 의문을 제기했고, 대변인은 보도가 루머로 받아들여져야 한다고 말했다.
2013년부터 김정은의 이모 김경희가 뇌졸중이나 심장마비로 사망했다거나 김정은에게 독살됐다는 보도가 끊이지 않았다. 2020년 1월, 그녀는 김정은과 함께 설날 콘서트에 참석하기 위해 조선 매체에 출연했다.
2020년 4월, 3주 동안 대중의 시야에 들어오지 않아 김정은이 중병에 걸렸거나 심지어 사망했다는 추측이 나왔다. 지난 8월에는 그가 혼수상태에 빠졌고 임무를 수행하는 사진이 조작됐다는 소문이 돌았다.
2020년 5월 한국 언론은 김일성이 텔레포트할 수 있다는 "신화"를 보도했다. 이것은 1945년 김정은이 자신의 게릴라 시절에 대해 언급하면서 자신이 순간이동을 할 수 없다고 부인한 발언으로 거슬러 올라간다.

## 고정관념과 캐리커처
NK News 의 지안루카 스페짜(Gianluca Spezza)에 따르면 "은둔의 왕국", "비밀", "예측 불가능"과 같이 조선에 적용되는 남용된 고정 관념은 눈에 띄는 헤드라인을 만들고 쉽게 팔린다. 분석가 안드레이 란코프(Andrei Lankov)는 "조선의 광기에 대한 이야기는 1면에서 결코 멀지 않다"고 평가했지만, 정권을 비합리적이라고 묘사하는 것은 거짓이며 잠재적으로 재앙을 초래할 수 있다고 주장했다. 이것은 국내 보도의 한계와 결합되어 진부한 표현의 반복에 불과한 많은 이야기로 이어진다. 미국 역사가 브루스 커밍스에 따르면, 조선이 건국된 이후로 같은 종류의 이야기가 열병식 영상처럼 끝없이 반복되어 돌았다. 전반적으로 조선의 미디어 묘사는 "만화 캐리커처"로 묘사되었다.
일부 탈북자들은 조선에 대한 언론의 묘사가 때때로 그들이 살았던 나라와 터무니없을 정도로 다르다고 말했다. 몇몇 방문객들은 자신들이 경험한 조선이 언론에 묘사된 황량한 풍경, 굶주린 사람들, 소름끼치는 군대와는 다른 세계였다고 보고했다. :59–66
김정은에 대한 언론 보도는 김정은을 '뚱보'라고 부르며 어린아이로 묘사하는 등 풍자 만화로 취급하는 경향이 있다. 그는 유치하고 비이성적이며 위험한 화를 잘 내는 것으로 묘사된다. 학자 박정현에 따르면, 이는 대중의 논의를 왜곡하는 오해를 불러일으켰다고 한다.

## 잘못된 예측
제한된 정보로 인해 조선에 대한 정확한 예측을 하기는 어렵다. 한국전쟁 이후, 1990년대 경제 붕괴 시기, 1994년 김일성 사망 이후, 2011년 김정일 사망 이후, 2020년 김정은 사망 소문 이후 등 수십 년 동안 조선의 붕괴가 예측되어 왔다.
분석가 다니엘 알 디페트리스(Daniel R Depetris)에 따르면 언론은 종종 가장 선정적인 예측을 선별한다. 2019년 12월 3일 리태성 조선 외무성 부상은 미국이 조선에 어떤 종류의 "크리스마스 선물"을 원하는지 수사적으로 물었다. 많은 언론에서는 조선이 크리스마스에 대륙간 탄도 미사일을 시험할 것이라고 해석했지만 아무 일도 일어나지 않았다.

## 날조와 풍자
진지한 뉴스 조직은 가끔 날조와 풍자를 진실된 뉴스로 오인하게 만든다. 2016년 6월, 한 패러디 뉴스 웹사이트에 올라온 김정은 조선 국무위원장의 사망 보도로 인해 한국의 금융 시장이 크게 흔들렸다.
2013년에는 미국인은 어떻게 사는가(How Americans Live )라는 제목의 단편 영화가 인터넷에 널리 유포되었다. 이 영화는 사람들이 생계를 위해 눈을 먹도록 강요당하는 것과 같이 미국 사회에서 경험한 다양한 약탈에 대해 과장된 영어 내레이션과 함께 미국으로 추정되는 이미지를 보여주었다. Wired 잡지사의 Spencer Ackerman은 이 영화를 "조선의 선전 비디오"라고 불렀고, 워싱턴 포스트는 분석에서 비디오의 메시지가 "조선의 선전과 일치한다"고 선언했다. 이후 이 영화는 영국 여행 작가 알룬 힐이 만든 풍자 영상이라는 것이 밝혀졌다.
2013년 부패 혐의로 조선 관료 장성택이 체포되어 처형된 후, 일부 언론은 그가 김정은의 명령에 따라 굶주린 개 떼에게 산 채로 잡아 먹혔다고 보도했다. 보고서가 주목을 받기 시작한 후 시카고에 기반을 둔 소프트웨어 엔지니어인 트레버 포웰(Trevor Powell)은 이 이야기가 중국 풍자가의 블로그에서 유래했음을 발견했다. 폭로 이후 일부 언론은 원래 기사를 철회했다.
2014년 브라질 유머작가 마우리시오 시드(Maurício Cid)는 조선 텔레비전의 동영상을 올린 것으로 추정되는 "코리아 뉴스 백업(Korea News Backup)"이라는 가짜 유튜브 채널을 만들었다. 2014 FIFA 월드컵 기간 동안 채널은 조선이 미국, 중국, 일본 등의 팀을 물리치고 브라질과의 경기에서 8-1로 우승하는 영상을 게시했다. Daily Mirror, Metro, CBC, Toronto Sun 과 같은 많은 국제 언론 매체는 이러한 비디오를 조선의 "정부 선전"으로 보도했다. 시드는 나중에 사기와 조작 방법을 공개하며 유튜브 채널에 최종 동영상을 게시했다.

## 추가 자료
- 잔학 선전
- 조선의 대마초
- 조중동
- 조선의 미디어
- 조선학
- 조선의 포토저널리즘

## 같이 보기
- 조중동
- 조선학

## 추가 자료
- Damin Jung (2017년 9월 14일). “Why South Korean media so often misses the mark on North Korea”. 《NK News》.
- Gusterson, Hugh (2008). “Paranoid, Potbellied Stalinist Gets Nuclear Weapons: How the U.S. Print Media Cover North Korea”. 《The Nonproliferation Review》 15 (1): 21–42. doi:10.1080/10736700701852894. ISSN 1073-6700.
- Kim Kyung Hye (2014). “Examining US news media discourses about North Korea: A corpus-based critical discourse analysis”. 《Discourse & Society》 25 (2): 221–244. doi:10.1177/0957926513516043. ISSN 0957-9265.
- Pons, Philippe (2016). 《Corée du Nord: un Etat-guérilla en mutation》 [North Korea: a mutating guerilla-State] (프랑스어). Paris: Gallimard. ISBN 9782070142491.
- Shim, David (2013). 《Visual Politics and North Korea: Seeing is Believing》. New York: Routledge. ISBN 978-1-135-01136-9.